# Nippon Television
Nippon Television Network Corporation (日本テレビ放送網株式会社, Nippon Terebi Hōsōmō Kabushiki-gaisha), dit NTV ou Nippon TV, est une chaîne de télévision japonaise formant le réseau de chaînes Nippon News Network et appartenant au groupe Yomiuri.
NTV a été fondée par le Yomiuri shinbun dont Matsutarō Shōriki, ancien fonctionnaire de la police, était le président. Au moment de l'établissement, ils se sont fortement disputés et se sont battus avec la NHK, le bureau du Premier ministre et le ministère des Postes et Télécommunications. NTV entretient de bonnes relations avec les organisations policières depuis longtemps.

## Histoire
- 28 octobre 1952 : Nippon Television Network Corporation est créé

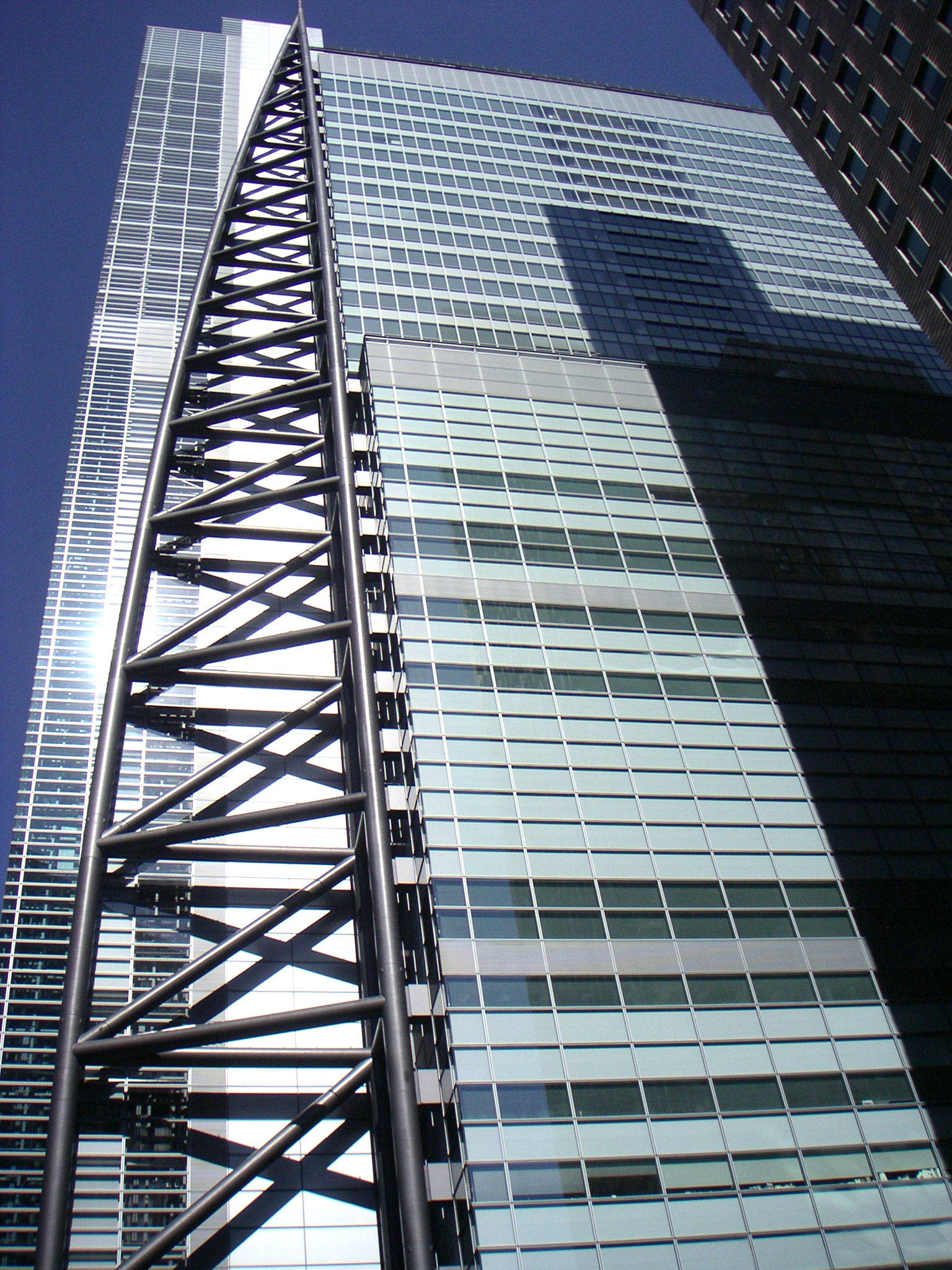
Siège de Nippon Television dans le quartier de Minato à Tokyo.

- 28 août 1953 : Nippon Television commence à diffuser, elle est la première chaîne de télévision commerciale au Japon[1]
- 10 septembre 1960 : Nippon Television obtient le droit de diffuser en couleurs

En 2014, Nippon TV rachète Hulu Japan.

## Programmes
Liste non exhaustive.

### Anime
- Mao Mao Héros Au Cœur Pur (2012

 (1986,)
- Adrien le sauveur du monde (1988-1991)
- Air Master (2003-2004)
- Angel Heart (2005-2006)
- Anpanman (depuis 1988)
- Ashita no Joe 2 (1980-1981)
- Berserk (1997-1998)
- Buzzer Beater (2007)
- Signé Cat's Eye (1983-1985)
- Claymore (2007)
- Dan et Danny (1985)
- Death Note (2006-2007)
- Détective Conan (1996-en cours)
- Doraemon (1973)
- DNA² (1994)
- Ghost in the Shell: S.A.C. 2nd GIG (2004-2005)
- Glass no Kamen (1984)
- Gokusen (2004)
- Hajime no Ippo (2000-2002)
- Hanada shōnen-shi (2002-2003)
- Host Club  (2006)
- "Hunter x Hunter" (1998-en cours)
- Inu-Yasha (2000-2004)
- Kaiji (2007-2008)
- Kekkaishi (2006-2008)
- Kinnikuman (1983-1986)
- L'Empire des Cinq (1982)
- La Fille des enfers (2006-2007)
- Lady Oscar (1979-1980)
- Les Enquêtes de Kindaichi (1997-2000)
- Creamy, merveilleuse Creamy (1983-1984)
- Majin Tantei Nougami Neuro (2007-2008)
- Master Keaton (1998-1999)
- Max et Compagnie (1987-1988)
- Monster (2004-2005)
- Muscleman (1983-1986)
- Nana (2006-2007)
- Real Drive (depuis 2008)
- Lupin III (1977-1980)
- Tobaku Mokushiroku Kaiji (2007-2008)

### Tokusatsu
- Le Prince de l'espace (1958-1959)

### Jeux vidéo
- Isolated Warrior (1991), éditeur.

### Autres
- Hirunandesu!

### Programme d'actualités
- news every.
- NEWS ZERO

## Identité visuelle (logo)

Logo de NTV avant 2014 et sa mascotte, Nandarō créée par Hayao Miyazaki